# Erstes Konzil von Konstantinopel

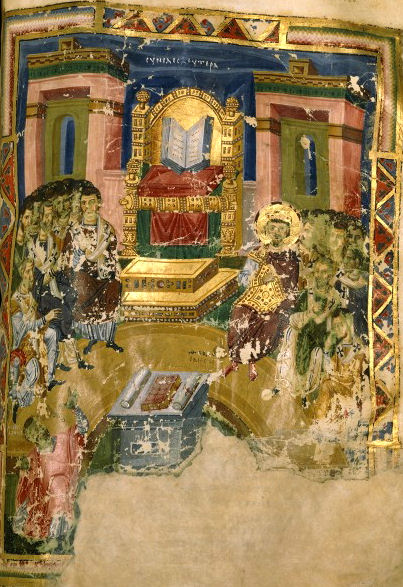
Szene: Erstes Konzil von Konstantinopel, Buchmalerei, Homilien des Gregor von Nazianz (879–882), BnF MS grec 510, folio 355.

Das Erste Konzil von Konstantinopel (lat. Concilium Constantinopolitanum I) war das zweite ökumenische Konzil und wurde von Kaiser Theodosius im Jahre 381 einberufen. Unter anderem sollten die jahrzehntelangen Auseinandersetzungen zwischen Anhängern des Bekenntnis von Nicäa und den ‚Anti-Nicäern‘ bzw. tatsächlichen oder vermeintlichen Arianern endlich gelöst werden, nachdem ab etwa 362 in der Frage der Trinitätslehre verstärkt Beweglichkeit und Kompromissfähigkeit in die Diskussionen eingezogen waren.

## Vorgeschichte
Der römische Kaiser und Alleinherrscher Valens war im August 378 bei der Schlacht von Adrianopel ums Leben gekommen. Valens hatte seit seiner Mitherrschaft im Römischen Reich ab 364 (östlicher Reichsteil) wie auch als Alleinherrscher seit 375 das homöische Glaubensbekenntnis von 360 zum Dogma erklärt. Alle weiteren, seit dem Konzil von Nicäa (325) andauernden Diskussionen um die Trinitätslehre und das Bekenntnis von Nicäa versuchte seine Kirchenpolitik zu verhindern. Doch seit dem Konzil von Alexandria (362) nahm Beweglichkeit und Kompromissfähigkeit zwischen ‚Nicäern‘ und ‚Anti-Nicäern‘ stark zu und neue Kompromiss-Formeln wie Ansätze entstanden, fanden aber nicht die Unterstützung von Kaiser Valens, im Gegenteil.
Theodosius herrschte als Nachfolger von Valens ab Januar 379 über den östlichen Teil des Römischen Reiches, damit änderte sich dort auch rasch die Kirchenpolitik.
Bereits am 28. Februar 380 wurde in Thessaloniki das Dreikaiseredikt „Cunctos populos“ von den drei römischen Kaisern Theodosius I., Gratian (westlicher Reichsteil) und Valentinian II. (Mittlerer Reichsteil) verabschiedet. Es beendete die nominelle Religionsfreiheit des 4. Jahrhunderts. Das Edikt richtete sich formell an die Bevölkerung Konstantinopels, wurde aber an das gesamte Reichsvolk gerichtet.
Das Edikt erklärte u. a., als wahrer Christ gelte nur, wer in der Religion lebe, die der Apostel Petrus den Römern überliefert habe und zu der sich der (damalige) Papst Damasus sowie der damalige Bischof von Alexandria, Petros, bekennen würden; daher gelte, „dass wir also an die eine Gottheit des Vaters und des Sohnes und des Heiligen Geistes bei gleicher Majestät und heiliger Dreifaltigkeit glauben.“ Konkret wurden damit die theologischen Positionen der damaligen Bischöfe von Rom und Alexandria, welche für das Bekenntnis von Nicäa eintraten, allgemein verbindlich. Alle anderen, die diesem Dogma nicht zustimmen wollten, sollten als Häretiker gelten und mit entsprechenden Konsequenzen rechnen wie Kirchenschließungen und Verbannungen.

## Das Konzil und seine Entscheidungen
Das so genannte erste Konzil von Konstantinopel, das als das zweite ökumenische Konzil gilt, fand 381 unter der Herrschaft des Kaisers Theodosius I. statt, welcher im Inneren das Christentum zur Staatsreligion erhob und Gesetze gegen das Heidentum und insbesondere gegen christliche Häresien erließ. De facto handelte es sich eigentlich um eine Synode der oströmischen Bischöfe, der Bischof von Rom war beispielsweise gar nicht geladen worden und hatte auch keine Legaten entsandt. Erst im Nachhinein wurde das Konzil durch politischen Druck als ökumenisch anerkannt: Nur ein einziger weströmischer Bischof, ein ansonsten unbekannter Hispanier namens Agrius, zählte zu den Teilnehmern. Dennoch wurde die Durchsetzung der Trinitätslehre fundamental positioniert und dabei die endgültige Form des Nicänisch-konstantinopolitanischen Glaubensbekenntnisses festgesetzt. An dem Konzil, das in der Irenenkirche tagte, nahmen insgesamt 150 Bischöfe teil. Zuerst hatte Meletius von Antiochien den Vorsitz, nach seinem Tod Gregor von Nazianz, damals Patriarch von Konstantinopel.
Tagungspunkte waren u. a.:
- Die Regelung der Bischofsfrage in Konstantinopel nach der Absetzung von Bischof Maximos I. von Konstantinopel, Bestätigung von Gregor von Nazianz als Nachfolger;
- Nachfolge des während des Konzils verstorbenen Bischofs von Antiochia, Meletius;
- Disziplinarfragen;
- des Weiteren wurde der noch aus der Frühzeit des Christentums stammenden, von den Pneumatomachen bzw. Makedonianern ausdrücklich behaupteten Ansicht der Nichtgöttlichkeit des Heiligen Geistes damit entgegnet, dass man die Göttlichkeit des Heiligen Geistes zum Dogma erhob. Ihm sollte fortan gleiche Verehrung zukommen, wie sie auch dem Vater und dem Sohn zukommen;
- es wurde endgültig über den Arianischen Streit entschieden bzw. vielmehr ‚nicäische‘ und ‚anti-nicäische‘ Frontstellungen überwunden;
- Erstellung von Lehrdekreten und eines Arbeitsberichtes.

## Rezeption
Das Edikt, mit dem Kaiser Theodosius am 30. Juli 381 die gefassten Beschlüsse des Konzils bestätigte, formuliert u. a.:

„So glauben wir, gemäß der Lehre der Apostel und des Evangeliums, an die alleinige Göttlichkeit des Vaters, des Sohnes und des Heiligen Geistes unter Annahme gleicher Hoheit und liebevoller Dreieinigkeit. Alle, die diesem Glauben anhängen, sollen nach unserem Befehle den Namen allgemeine (gr.: katholische) Christen tragen.“

Alle Außenseiter, die dem trinitarischen Bekenntnis nicht zustimmten, wurden vom Kaiser als Ketzer bezeichnet. Im selben Dekret kündigte er ihnen drakonische Maßnahmen an: „Die Übrigen, wahnwitzig und geistesgestört wie sie sind, sollen die Schmach ihres häretischen Glaubens tragen. Ihre Versammlungsorte sollen nicht Kirchen heißen. Sie sollen vor allem die göttliche Strafe, dann aber auch die Strafe unserer Ungnade erleiden, die wir nach Gottes Willen ihnen erweisen wollen.“ (Kirchengeschichte 1955). Häresien, die in Kanon I ausdrücklich verurteilt wurden, sind: Eunomianer, Arianer, Macedonianer (Pneumatomachen), Sabellianer, Marcellianer, Photinianer und Apollinarier.
Die beiden Konzile von Nicäa (325) wie Konstantinopel zeigen, welche herausragende Bedeutung der nachträglichen Rezeption durch die späteren Konzile zukommt, wurde doch auf die dogmatischen Entscheidungen dieser beiden Konzile im Konzil von Chalcedon (451) ausdrücklich Bezug genommen. Erst damit erhielten Nicäa und Konstantinopel die Bedeutung entscheidender Konzile.
Die in Konstantinopel verabschiedeten Kanones wurden ins Kirchenrecht übernommen (vollständig bei Johannes Scholastikos). Im Westen wurden allerdings lange Zeit nur die ersten vier, von Dionysus Exiguus übersetzten, Kanones rezipiert. Im Decretum Gelasianum werden die Beschlüsse von 381 nicht unter den kirchlich anerkannten Schriften aufgezählt.

## Teilnehmer (Auswahl)
- Acacius von Beröa
- Gregor von Nazianz
- Maruthas von Sophene und Tagrith
- Meletius von Antiochien (Vorsitz)
- Peter von Sebaste
- Wulfila (starb direkt nach seiner Ankunft)

## Editionen und Übersetzungen
- Concilium Constantinopolitanum I. In: Giuseppe Alberigo, Giuseppe A. Dossetti, Péricles-Pierre Joannou, Claudio Leonardi, Paolo Prodi (Hrsg.): Conciliorum Oecumenicorum Decreta. 3. Auflage. Istituto per le scienze religiose, Bologna 1973, S. 24–35 (archive.org [abgerufen am 10. Mai 2022]). [Griechischer Text nach Chalcedon (Symbol) bzw. Johannes Scholastikos (Kanones); lat. Text nach Rusticus (Symbol), Dionysius Exiguus (Kanones 1–4) bzw. Mansi (Kanones 5–7).]
- Erstes Konzil von Konstantinopel – 381. In: Josef Wohlmuth (Hrsg.): Konzilien des ersten Jahrtausends. Vom Konzil von Nizäa (325) bis zum Vierten Konzil von Konstantinopel (869/70) (= Dekrete der ökumenischen Konzilien. Band 1). 3. Auflage. Schöningh, Paderborn, München, Wien, Zürich 2002, S. 24–35. [Griechischer und lateinischer Text nach der Ausgabe von Alberigo et al. von 1973, deutsche Übersetzung auf Basis des griechischen Textes.]